# Encinacorba
Encinacorba è un comune spagnolo di 300 abitanti situato nella comunità autonoma dell'Aragona.